# Tiro nos Jogos Olímpicos de Verão de 1980
O tiro nos Jogos Olímpicos de Verão de 1980 foi realizado em Moscou, na Rússia, com sete eventos. As provas foram disputadas entre 20 e 26 de julho no Dynamo Shooting Range.

## Tiro rápido 25 m
| Pos. | País                    | Atletas           | Pontos |
| ---- | ----------------------- | ----------------- | ------ |
|      | Romênia (ROM)           | Corneliu Ion      | 596    |
|      | Alemanha Oriental (GDR) | Jürgen Wiefel     | 596    |
|      | Áustria (AUT)           | Gerhard Petritsch | 596    |

## Carabina deitado 50 m
| Pos. | País                    | Atletas            | Pontos |
| ---- | ----------------------- | ------------------ | ------ |
|      | Hungria (HUN)           | Károly Varga       | 599    |
|      | Alemanha Oriental (GDR) | Hellfried Heilfort | 599    |
|      | Bulgária (BUL)          | Petar Zaprianov    | 598    |

## Carabina três posições 50 m
| Pos. | País                    | Atletas         | Pontos    |
| ---- | ----------------------- | --------------- | --------- |
|      | União Soviética (URS)   | Viktor Vlasov   | 1173 (RM) |
|      | Alemanha Oriental (GDR) | Bernd Hartstein | 1166      |
|      | Suécia (SWE)            | Sven Johansson  | 1165      |

## Pistola livre 50 m
| Pos. | País                    | Atletas             | Pontos   |
| ---- | ----------------------- | ------------------- | -------- |
|      | União Soviética (URS)   | Aleksandr Melentiev | 581 (RM) |
|      | Alemanha Oriental (GDR) | Harald Vollmar      | 568      |
|      | Bulgária (BUL)          | Lubtcho Diakov      | 565      |

## Fossa olímpica
| Pos. | País                    | Atletas            | Pontos |
| ---- | ----------------------- | ------------------ | ------ |
|      | Itália (ITA)            | Luciano Giovanetti | 198    |
|      | União Soviética (URS)   | Rustam Yambulatov  | 196    |
|      | Alemanha Oriental (GDR) | Jörg Damme         | 196    |

## Alvo móvel
| Pos. | País                    | Atletas        | Pontos   |
| ---- | ----------------------- | -------------- | -------- |
|      | União Soviética (URS)   | Igor Sokolov   | 589 (RM) |
|      | Alemanha Oriental (GDR) | Thomas Pfeffer | 589 (RM) |
|      | União Soviética (URS)   | Alexandr Gazov | 587      |

## Skeet
| Pos. | País            | Atletas              | Pontos |
| ---- | --------------- | -------------------- | ------ |
|      | Dinamarca (DEN) | Hans Kjeld Rasmussen | 196    |
|      | Suécia (SWE)    | Lars-Göran Carlsson  | 196    |
|      | Cuba (CUB)      | Roberto Castrillo    | 196    |

## Quadro de medalhas do tiro
| Ordem | País                  | Medalha de ouro | Medalha de prata | Medalha de bronze | Total |
| ----- | --------------------- | --------------- | ---------------- | ----------------- | ----- |
| 1     | URS União Soviética   | 3               | 1                | 1                 | 5     |
| 2     | DEN Dinamarca         | 1               | 0                | 0                 | 1     |
| 2     | HUN Hungria           | 1               | 0                | 0                 | 1     |
| 2     | ITA Itália            | 1               | 0                | 0                 | 1     |
| 2     | ROM Romênia           | 1               | 0                | 0                 | 1     |
| 6     | GDR Alemanha Oriental | 0               | 5                | 1                 | 6     |
| 7     | SWE Suécia            | 0               | 1                | 1                 | 2     |
| 8     | BUL Bulgária          | 0               | 0                | 2                 | 2     |
| 9     | AUT Áustria           | 0               | 0                | 1                 | 1     |
| 9     | CUB Cuba              | 0               | 0                | 1                 | 1     |